# Muzeum Republiky Severní Makedonie
Muzeum Republiky Severní Makedonie (makedonsky Музеј на Република Северна Македонија) představuje hlavní muzeum v oblasti historie, archeologie a etnologie v Severní Makedonii. Sídlí ve Skopje, v historické části města známé pod názvem Stara Čaršija. Muzeum navazuje na tradici Archeologického muzea ve Skopje, které bylo zřízené v roce 1924. Do roku 1991 neslo název Lidové muzeum Republiky Makedonie (makedonsky Народниот музеј на Република Македонија). Do roku 2019 oficiálně používalo název Muzeum Makedonie (Музеј на Македонија),, který je i v roce 2021 v některých případech využíván.
Ve 20. století byly sbírky Muzea Makedonie umístěny v Kuršumli Anu na Staré Čaršiji, v budově Metropol na Náměstí Makedonie a na pevnosti Kale. K etnografickému a archeologickému muzeu přibylo v roce 1952 i muzeum historické, které především plnilo úlohu dokumentace národněosvobozeneckého boje. Nedlouho poté se začalo muzeum zabývat i studiem Ilindenského povstání.
Od roku 1976 má Muzeum svojí současnou budovu, nacházející se naproti Mustava-pašově mešitě na Staré Čaršiji. Původní objekty byly jednak nevyhovující, jednak byly poškozené během zemětřesení v roce 1963. V současné době je původní budova doplněna řadou nových staveb, které Skopje doplnily během projektu známého pod názvem Skopje 2014.[zdroj?]